# Palácio Potengi
O Espaço Cultural Palácio Potengi, ou simplesmente Palácio Potengi ou Palácio da Cultura, é um imponente prédio histórico que data do século XIX localizado na Praça Sete de Setembro, na cidade de Natal, capital do estado do Rio Grande do Norte. O prédio, em estilo neoclássico, foi sede do governo até a década de 1980, e, antes disso, abrigou a Assembleia Provincial. O prédio é tombado pelo Patrimônio Histórico e Artístico Nacional (Iphan).
Hoje, abriga a Pinacoteca do Estado do Rio Grande do Norte.
No ano de 2018, teve início o processo de restauração do prédio da Pinacoteca. A obras custaram R $ 6.417.009,72, e foram executadas com recursos viabilizados pelo Banco Mundial. Além das obras de restauração, foram implantados sistemas de climatização, sonorização, segurança, cabeamento estruturado e acessibilidade, com instalação de elevadores e construção de rampas e banheiros adaptados.